# Carlgieseckeïta-(Nd)
La carlgieseckeïta-(Nd) és un mineral de la classe dels fosfats, que pertany al grup de la belovita. Rep el nom en honor del mineralogista i explorador polar Carl Ludwig Giesecke (Augsburg, Alemanya, 6 d'abril de 1761 - Dublín, Irlanda, 5 de març de 1833), qui va ser investigador pioner en la mineralogia de Groenlàndia.

## Característiques
La carlgieseckeïta-(Nd) és un fosfat de fórmula química NaNdCa₃(PO₄)₃F. Va ser aprovada com a espècie vàlida per l'Associació Mineralògica Internacional l'any 2010, i la primera publicació data del 2012. Cristal·litza en el sistema trigonal. La seva duresa a l'escala de Mohs és 5. La carlgieseckeïta-(Nd) és l'isostructural de neodimi i anàleg amb calci dominant de la belovita-(Ce) i la belovita-(La).
Segons la classificació de Nickel-Strunz pertany a «08.BN - Fosfats, etc. amb anions addicionals, sense H₂O, només amb cations de mida gran, (OH, etc.):RO₄ = 0,33:1» juntament amb els següents minerals: aradita, magganasita, fluorpiromorfita, fluorsigaiïta, fluoralforsita, alforsita, belovita-(Ce), clorapatita, mimetita-M, johnbaumita-M, fluorapatita, hedifana, hidroxilapatita, johnbaumita, mimetita, morelandita, piromorfita, fluorstrofita, svabita, turneaureïta, vanadinita, belovita-(La), deloneïta, fluorcafita, kuannersuïta-(Ce), hidroxilapatita-M, fosfohedifana, hidroxilpiromorfita, estronadelfita, fluorfosfohedifana, vanackerita, miyahisaïta, pieczkaïta, hidroxilhedifana, pliniusita, parafiniukita, arctita, krügerita i goryainovita.

## Formació i jaciments
Va ser descoberta a les albitites amb tugtupita de l'altiplà de Kuannersuit, dins el Complex d'Ilímaussaq, a la localitat de Narsaq (Kujalleq, Groenlàndia). Aquest indret és l'únic a tot el planeta on ha estat descrita aquesta espècie mineral.